# Michelle Horn
Michelle Horn (Pasadena (California), 28 de febrero de 1987) es una actriz estadounidense conocida por su trabajo en los programas de televisión Strong Medicine y Family Law. Michelle es también conocida por su trabajo de voz en el El rey león II: El tesoro de Simba de Disney en el papel del león cachorro de Kiara. Su voz puede ser escuchada en mercancía del El Rey León tales como software, peluches, juguetes y juegos de video. También coprotagonizó con Bruce Willis la película Hostage de Florent Emilio Siri.
También fue estrella invitada en dos episodios de Star Trek: espacio profundo nueve, "Tears of the Prophets" y "Penumbra", como Sahgi, una joven residente bajorano de Deep Space Nine.

## Filmografía
- ASAP (2016-present)
- Strong Medicine
- Family Law
- The Lion King II: Simba's Pride (voz)
- Hostage[1]
- Loving Annabelle
- The Ruby Princess Runs Away
- Family Guy (voz)
- Star Trek: Deep Space Nine
- Without a Trace
- Little Athens
- Walt Disney World Quest: Magical Racing Tour (voz)